# Ердинеєва Долгоржап Бальшиївна
Ердинеєва Долгоржап Бальшиївна (Бальжирівна) — доярка, радянська громадська діячка. Обиралася депутатом Верховної Ради РРФСР I скликання від Бурят-Монгольської АРСР (1938). Кавалер ордена Леніна (1936).
Проживала у селищі Ташир. Доярка племінної ферми колгоспу «Улан-Удунга» Депутат Верховної Ради РРФСР I скликання від Кяхтинського виборчого округу № 645.
У часи Другої світової війни Долгоржап Бальжирівна внесла на будівництво бойового літака з особистих заощаджень 160 тисяч рублів

## У мистецтві
Народний художник Бурятської АРСР Ерхіто Аюшеєв написав картину «Портрет доярки Ердинеєвої» (1960).